# Espen Lysdahl
Espen Lysdahl (ur. 18 kwietnia 1990 w Asker) – norweski narciarz alpejski, dwukrotny medalista mistrzostw świata juniorów.

## Kariera
Po raz pierwszy na arenie międzynarodowej Espen Lysdahl pojawił się 1 grudnia 2005 roku w Geilo, gdzie w zawodach FIS Race zajął 48. miejsce w gigancie. W 2009 roku wystartował na mistrzostwach świata juniorów w Garmisch-Partenkirchen, gdzie jego najlepszym wynikiem było piętnaste miejsce w zjeździe. Podczas rozgrywanych rok później mistrzostw świata juniorów w Mont Blanc wywalczył dwa medale. Najpierw zajął trzecie miejsce w gigancie, w którym wyprzedzili go jedynie Francuz Mathieu Faivre oraz Niemiec Stefan Luitz. Następnie był drugi w supergigancie, rozdzielając na podium Francuza Maxence'a Muzatona i Włocha Mattię Casse.
W zawodach Pucharu Świata zadebiutował 18 grudnia 2009 roku w Val Gardena, zajmując 51. miejsce w supergigancie. Pierwsze pucharowe punkty wywalczył 14 grudnia 2014 roku w Åre, gdzie był dziewiąty w slalomie. W klasyfikacji generalnej sezonu 2014/2015 zajął ostatecznie 110. miejsce. W 2015 roku wystartował w slalomie podczas mistrzostw świata w Vail/Beaver Creek, kończąc rywalizację na szesnastym miejscu. Nie brał udziału w igrzyskach olimpijskich.

## Osiągnięcia

### Mistrzostwa świata
| Miejsce | Dzień     | Rok  | Miejscowość       | Konkurencja | Czas biegu  | Strata  | Zwycięzca            |
| ------- | --------- | ---- | ----------------- | ----------- | ----------- | ------- | -------------------- |
| 16.     | 15 lutego | 2015 | Vail/Beaver Creek | Slalom      | 1:57,47 min | +3,41 s | Jean-Baptiste Grange |

### Mistrzostwa świata juniorów
| Miejsce | Dzień       | Rok  | Miejscowość       | Konkurencja | Czas biegu  | Strata  | Zwycięzca               |
| ------- | ----------- | ---- | ----------------- | ----------- | ----------- | ------- | ----------------------- |
| DSQ     | 4 marca     | 2009 | Ga-Pa             | Supergigant | 1:16,64 min | -       | Manuel Kramer           |
| 49.     | 4 marca     | 2009 | Ga-Pa             | Zjazd       | 1:39,06 min | +1,34 s | Andy Plank              |
| DNF2    | 5 marca     | 2009 | Ga-Pa             | Gigant      | 2:18,49 min | -       | Alexis Pinturault       |
| DNF1    | 6 marca     | 2009 | Ga-Pa             | Slalom      | 1:20,78 min | -       | Jesper Riis-Johannessen |
| 3.      | 31 stycznia | 2010 | Region Mont Blanc | Gigant      | 2:17,55 min | +0,96 s | Mathieu Faivre          |
| 2.      | 1 lutego    | 2010 | Region Mont Blanc | Supergigant | 1:29,71 min | +0,23 s | Maxence Muzaton         |
| DNF1    | 2 lutego    | 2010 | Region Mont Blanc | Slalom      | 1:30,97 min | -       | Reto Schmidiger         |
| 11.     | 4 lutego    | 2010 | Region Mont Blanc | Zjazd       | 1:19,32 min | +0,73 s | Mattia Casse            |

### Puchar Świata

#### Miejsca w klasyfikacji generalnej
- sezon 2014/2015: 110.

#### Miejsca na podium
Lysdahl nie stawał na podium zawodów PŚ.